# Erlenbach (Enz)
Der Erlenbach ist ein 11 km langer, orographisch linker Nebenfluss der Enz im baden-württembergischen Enzkreis, Deutschland.

## Geographie

### Verlauf
Der Bach entspringt etwa 1000 m östlich von Göbrichen auf einer Höhe von 325 m ü. NHN; zeitweise führt auch noch ein etwa 700 Meter langer Oberlauf Wasser, der weiter westsüdwestlich auf bis zu 332 m ü. NHN entspringt und das Gewann Schellbach durchfließt. Von seiner gewöhnlichen Quelle aus fließt der Bach zunächst in ostnordöstliche Richtungen. Dabei passiert der Erlenbach Dürrn am nördlichen Ortsrand. Nach der Unterquerung der Kreisstraße K 4525 fließt der Bach in überwiegend östlichen Richtungen nach Ötisheim. Ab hier schwenkt der Lauf mehr und mehr nach Südosten. Nach der Unterquerung der Mühlacker Kurve und der Bahnstrecke Karlsruhe–Mühlacker im Westen des Bahnhofs Mühlacker erreicht der Erlenbach die Ortslage von Mühlacker, die er in südlicher Richtung durchfließt. Die Bahnhofstraße und die Pforzheimer Straße unterquert der Erlenbach kanalisiert, bevor er kurz danach linksseitig in die Enz mündet. Der Erlenbach besitzt ein 30,8 km² großes Einzugsgebiet, das er über Enz, Neckar und Rhein zur Nordsee entwässert.

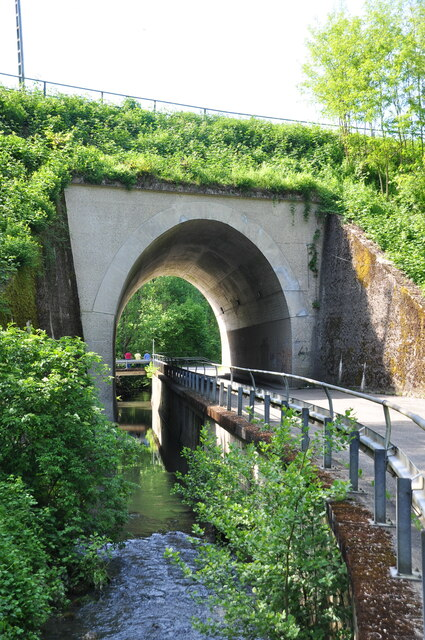
Erlenbach unter der Mühlacker Kurve
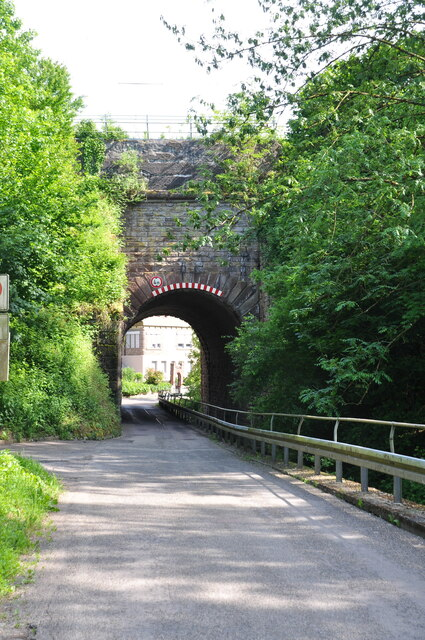
Erlenbach unter der Bahnstrecke Karlsruhe–Mühlacker

### Nebenflüsse
Die folgende Tabelle nennt die Nebenflüsse des Erlenbachs von der Quelle zur Mündung. Position, Länge und Einzugsgebiet wurden der LUBW-Karte entnommen bzw. dort auf der topographischen Hintergrundkarte abgemessen. Zum Vergleich wurden farblich unterlegt auch die einschlägigen Werte des Erlenbachs selbst aufgenommen.
| Stat. in km | Name                | GKZ       | Lage   | Länge in km | EZG in km² | Mündungshöhe in m ü. NHN |
| ----------- | ------------------- | --------- | ------ | ----------- | ---------- | ------------------------ |
| 10,571      | Löchlesgraben       | 238454-12 | links  | 01,1        | ca.01,000  | 306                      |
| 09,716      | Enzgraben           | 238454-14 | rechts | 01,7        | ca.00,900  | 291                      |
| 08,041      | N.N.                | 238454-16 | rechts | 01,0        | ca.00,200  | 255                      |
| 07,899      | Kreßbach            | 238454-20 | links  | 02,3        | ca.01,674  | 252                      |
| 04,320      | Mettenbach          | 238454-40 | rechts | 01,8        | ca.03,416  | 235                      |
| 03,478      | N.N.                | 238454-60 | rechts | 01,6        | ca.01,659  | 232                      |
| 01,324      | Mühlkanal Haldenhof | 238454-80 | links  | 01,2        | ca.04,518  | 226                      |
| 00,0        | Erlenbach           | 238454-00 | –      | 11,1        | ca.30,806  | 220                      |

Anmerkungen zur Tabelle
1. ↑  Gewässerkennzahl, in Deutschland die amtliche Fließgewässerkennziffer mit zur besseren Lesbarkeit eingefügtem Trenner hinter dem Präfix, das einheitlich für den allen gemeinsamen Vorfluter Erlenbach steht.